# Ithocritus multimaculatus
Ithocritus multimaculatus là một loài bọ cánh cứng trong họ Cerambycidae.